# Pierre Follenfant
Pierre Follenfant, né en 1951 à Angers est un navigateur et skipper professionnel français.

## Biographie
Né dans une famille Angevine baignant dans le monde de la voile, il commence par le dériveur. Il gravit les échelons pour aboutir dans la catégorie 470 au niveau international.
En 1979, engagé dans la Solitaire du Figaro il chavire et est miraculeusement sauvé par Olivier Moussy.
Il commence les courses en multicoques en 1982 sur le Catamaran ''Charente Maritime 1 avec lequel il gagne le trophée des Multicoques 1982 et la Transat en double avec Jean-François Fountaine,. En 1983, il gagne en équipage la course La Rochelle - Nouvelle Orléans, accompagné de Jean-François Fountaine, Bernard Nivelt et Philippe Pallu De la Barrière. 
De 1984 à 1988 il est à la barre du nouveau catamaran Charente Maritime 2 avec lequel il obtient de nombreux podium.
Lors du Vendée Globe 1989-1990 il termine 5e TBS-Charente Maritime  en 114 j 21 h 9 min 6 s soit 6 j 15 h après le vainqueur Titouan Lamazou.

## Palmarès
- 1979
  - Abandon dans la Solitaire du Figaro

- 1980
  - 4e de la Semaine de la Rochelle sur TBS[6]
  - 5e de la Solitaire du Figaro

- 1981
  - 4e de la Solitaire du Figaro
  - 1er du Triangle du Soleil

### Charente Maritime 1(catamaran)
- 1982
  - 1er du Trophée des Multicoques
  - 1er de La Rochelle/La Nouvelle Orléans
  - Tentative de Record de l'Atlantique Nord en équipage échouée petit temps à l'arrivée
  - 18e de la Route du Rhum après une escale

- 1983
  - 2e du Trophée des Multicoques
  - 1er de la Transat en double avec Jean-François Fountaine
  - 3e de la Multicup à la Baule
  - Grand Prix de la Rochelle

### Charente Maritime 2(catamaran)
- 1984
  - 2e Québec-Saint Malo
  - 4e Grand prix de la Rochelle
  - 2e Route de la découverte

- 1985
  - Trophée des Multicoques avec 1 victoire de manche
  - Abandon dans le Master des Multicoques (collision avec Tag)
  - 3e du Grand prix de Brest
  - 6e du Tour de l'Europe, ne participe pas à 1 étape poutre cassé mais gagne 2 étapes

- 1986
  - 6e au 24 heures de Brest
  - 3e du Trophée des Multicoques
  - 4e de la Route de la Liberté avec la poutre avant qui casse le dernier jour
  - 5e du Grand prix de la Rochelle
  - Abandon lors de la Route du Rhum à la suite de la rupture de la poutre avant

- 1987
  - 5e de La Baule-Dakar

- 1988
  - 3e du Grand prix de Brest
  - 3e de Québec-Saint Malo

### Charente Maritime(IMOCA)
- 1989
  - 5e du Vendée Globe 1989-1990 sur TBS-Charente Maritime